# Ennio Sangiusto
Ennio Sangiusto, nacido como Ennio Regente (Trieste, 22 de septiembre de 1937-Milán, 5 de febrero de 2017) fue un cantante italiano, conocido en la década de 1960 especialmente en España y América Latina. Fue conocido por su hit "Cuando te canses", cóver del tema When It's All Over de Jay & the Americans. Asimismo, estuvo en altos lugares de las listas de radios con hits como "Limbo rock" o "Chariot".

## Biografía
Se inició como bailarín en su ciudad, sumando posteriormente a esta actividad el canto. Consigue incorporarse a Radio Trieste en 1959 y se convierte en el precursor del baile que irrumpió en Italia en 1962: el twist. Participó en el Festival de San Remo de 1963 donde presentó dos canciones: Le voci propuesta en combinación con Luciano Tajoli y La ballata del pedone cuya interpretación estuvo acompañada por la del Radar Quartet.
Fue uno de los primeros artistas internacionales en participar en el Festival de la Canción de Viña del Mar, haciéndolo en las ediciones de 1966 y 1967, volviendo por tercera y última vez en 1991. 
También trabajó en la Televisión Española como voz en la serie Telerín.

## Discografía

### Sencillos
- 1960 : El giro/Amigo Charleston ( Astraphon, PN 4104)
- 1960 : Montecarlo/Y los cielos lloraron ( Astrafonte, PN 4109)
- 1961 : Hola Mary Lou/Amico Charleston ( Meazzi, M 01132)
- 1962 : Speedy Gonzales/El pirata (del Twist) ( Meazzi, M 01153; con The Kents )
- 1962 : Sólo la besé/Gigolò ( Meazzi, M 01157)
- 1962 : Habibi Twist/México ( Meazzi, M 01158)
- 1962 : Rivivere/Briciole di luna ( Meazzi, M 01171)
- 1962 : Ay que calor/Linterna Azul ( Meazzi, M 01172)
- 1963 : Las Voces/Gilda ( Meazzi, M 01190)
- 1963 : La balada del peatón/Bussicabombaio ( Meazzi, M 01191)
- 1964 : No ha terminado/Giuseppina ( Meazzi, M 01254)
- 1965 : El porompompero/Has vuelto ( Meazzi, M 01279)
- 1966 : Extraños En La Noche /Achumbalelile/Prueba una vez/Concierto de amor (Belter, España 51.691)